# Carl Grünberg
Carl Grünberg, född 10 februari 1861 i Focșani, Rumänien, död 2 februari 1940 i Frankfurt am Main, var en tysk marxistisk filosof och sociolog. Han tillhörde Frankfurtskolan och var föreståndare för Institut für Sozialforschung.

## Biografi
Grünberg avlade juris doktorsexamen vid Wiens universitet år 1890 och verkade därefter som advokat. Tillsammans med Stephan Bauer, Ludo Moritz Hartmann och Emil Szanto grundade han Zeitschrift für Social- und Wirthschaftsgeschichte, som utgavs mellan 1893 och 1900. Senare föreläste Grünberg i politisk ekonomi vid Wiens universitet.
Den 3 februari 1923 grundades Institut für Sozialforschung genom en donation av den tysk-argentinske marxisten Felix Weil. Det var meningen att sociologen Kurt Albert Gerlach skulle bli institutets förste föreståndare, men han avled 1922; istället utsågs Grünberg till direktor. Grünberg drabbades av en stroke 1927 och drog sig tillbaka; hans efterträdare blev Max Horkheimer.